# Josef Wenzel I av Liechtenstein
Josef Wenzel I av Liechtenstein , född 1696, död 1772, var en monark (furste) av huset Liechtenstein tre gånger: från 1712 till 1718, från 1732 till 1745 (som förmyndare för Johann Nepomuk Karl), och från 1748 till 1772.
Josef Wenzel var en betydande diplomat och framgångsrik fältherre i Österrikiska tronföljdskriget.